# Emmanuelle (film, 2024)
Emmanuelle 2024-ban bemutatott angol nyelvű francia erotikus mozifilm, Audrey Diwan rendezésében. Címszereplője Noémie Merlant, további főszereplői Naomi Watts és Will Sharpe. A központi karakter, Emmanuelle fiktív irodalmi szereplő, Emmanuelle Arsan azonos című 1967-es regényéből származik. A forgatókönyvet Rebecca Zlotowski írta, a rendező közreműködésével, az Arsan regény részleteinek felhasználásával. A 2024-es film az Emmanuelle-univerzum nyolcadik nagyjátékfilmje, önálló cselekménnyel, az Emmanuelle-franchise teljesen új adaptációjának (reboot-jának) tekinthető. Néhány filmbeli jelenet Just Jaeckin francia rendező 50 évvel korábban, 1974-ben bemutatott erotikus kultuszfilmjéből, az Emmanuelle-ből van átvéve, de maga a cselekmény teljesen új, önálló és független történet.
A filmet a francia Pathé cégcsoport forgalmazásában 2024. szeptember 20-án, a 72. San Sebastián-i Nemzetközi Filmfesztiválon mutatták be. A franciaországi mozik néhány nappal később kezdték vetíteni.

## Cselekmény
Emmanuelle egy nagy nemzetközi szállodalánc minőségellenőre (kontrollere) Hongkongba érkezik, a fényűző Rosefield Palace Hotel átvilágítására és értékelésére. A hotel igazgatója a tapasztalt és lelkiismeretes Margot Parson. A hotel néhány pontot veszített a nemzetközi listákon, a tulajdonosok Margot-t akarják megtenni bűnbaknak. Titkos utasítást adnak Emmanuelle-nek, hogy találjon vagy kreáljon ürügyet az igazgató eltávolítására úgy, hogy se végkielégítést, se kártérítést ne követelhessen. Érzékeltetik Emmanuelle-lel, hogy ha ezt nem tudja megoldani, akkor ő maga kerül lapátra.
Jól fizetett állása és luxus munkakörülményei ellenére Emmanuelle kielégítetlennek érzi magát, folyamatosan hajszolja az érzéki gyönyört. Már az odaúton, a Párizs–Hongkong éjszakai repülőjáraton, a mosdóban odaadja magát egy ismeretlen férfi utasnak. Érkezés után Emmanuelle részt vesz Margot Parsons eligazításain. Az igazgatónő panaszkodik a tulajdonosok extrém igényeire. Az épület egy teljes emeletét úgy kell felújítania, hogy a bontási és építési munkák hang nélkül folyjanak, a szomszédos emeletek vendégei semmit se vegyenek észre. Margot személyesen, profi módon irányítja a hotel életét. Emmanuelle jelzi megbízóinak, hogy Margot munkájában nem talál kivetnivalót. Megfenyegetik: manipulálnia kell az igazgatót, hogy súlyosan megszegje kötelességét, és ingyen megszabadulhassanak tőle.
Emmanuelle csatlakozik a „Szem”-hez, a biztonsági főnökhöz, aki időtlen idők óta a hotelben éli az életét, kamerarendszerén át figyeli az alkalmazottak és vendégek minden percét. Viselkedésüket elemzi, mintázatokat alkot, melyeket a vezetőség felhasznál a szolgáltatások javítására. A „Szem” felhívja Emmanuelle figyelmét egy különc vendégre, a japán Kei Shinoharára, akinek állandó szobája van a hotelben, de sosem alszik benne, magányosan járja a várost, viselkedésére nem illik semmilyen mintázat. Emmanuelle felfigyel a szálloda uszodájában férfiakra vadászó eszkort-lányokra. A kerti búvóhelyen bonyolított szexuális együttléteket a „Szem” rutinszerűen, közönyösen megfigyeli. Az egyik lányt, Zeldát felizgatja, ha szex közben más is meglesi. A lány behívja Emmanuelle-t a búvóhelyre, közös önkielégítésre.
Emmanuelle megismerkedik a különc Kei Shinoharával. A férfi jól fizetett gátépítő mérnök, de kiégett, megcsömörlött, nem talál örömöt se munkájában, se emberi kapcsolataiban. Emmanuelle hiába próbálja felkelteni Kei érdeklődését. Távollétében behatol a férfi szobájába, meztelen szelfiket készít magáról Kei ágyában és fürdőkádjában. Közben trópusi vihar tör ki, a felújítás alatt álló szárnyat elönti a víz, áramszünet áll be. A sötét étteremben összegyűlt vendégek szórakoztatására Margot és Emmanuelle színes lampionokat hoznak, zenekart és táncestet szerveznek, a vendégek nem érzékelnek semmilyen problémát. Másnap Emmanuelle közli Margot-val, hogy a szállodában eszkort-lányok dolgoznak illegálisan, és ezt jelentenie kell a tulajdonosoknak. Margot elmagyarázza neki, hogy a férfi vendégeket elcsábító lányok működését a tulajdonosok titkos utasítására tolerálniuk kell, mert azok ettől várják a szálloda vonzerejének és bevételének növelését. Emmanuelle megérti, hogy a tulajdonosok a szálloda vezetőit egymás elleni harcra manipulálják. Jelentésében kedvező értékelést ad Margot-ról. Tudja, hogy emiatt őt magát fogják kirúgni, de a bizonytalan jövőt izgató kalandnak tekinti.
Kei sugallatára Emmanuelle elhagyja a szállodát és követi Kei-t Hongkong rosszhírű, veszélyes vigalmi negyedébe, egy illegális kártyabarlangba. A kiégett Kei-t hidegen hagyja Emmanuelle kihívó közeledése. Egy ázsiai idegen férfi megkívánja a szex-éhes európai lányt. Emmanuelle beleegyezik az aktusba, ha Kei végignézi az egészet, és közben tolmácsol az idegennek, hogy az milyen kényeztető mozdulatokat végezzen rajta. Kei közönyösen végignézi, ahogy az idegen – az instrukcióknak megfelelően – megadja Emmanuelle-nek az elvárt kielégülést.

## Szereposztás
| Szerep                          | Színész                | Magyar hang        |
| ------------------------------- | ---------------------- | ------------------ |
| Emmanuelle                      | Noémie Merlant         | Gáspár Kata        |
| Margot Parson, hotelmenedzser   | Naomi Watts            | Kisfalvi Krisztina |
| Kei Shinohara                   | Will Sharpe            | Csiby Gergely      |
| „Sir John”                      | Jamie Campbell Bower   | Szatory Dávid      |
| Zelda eszkortlány               | Chacha Huang           | Mikecz Estilla     |
| „A Szem”                        | Anthony Wong Chau-Sang | Láng Balázs        |
| Emmanuelle anyja (hang)         | Carole Franck          | Kovács Nóra        |
| Mr Bao, hotel személyzeti főnök | Adam Pak               |                    |
| Férfi utas a repülőgépen        | Harrison Arevalo       |                    |

## Alapmű
A 2024-es film (hasonlóan 1974-es elődjéhez) Emmanuelle Arsan thaiföldi születésű francia írónő Emmanuelle című erotikus regényének alapján készült. A könyv 1959-ben íródott, de a franciaországi cenzúra miatt legálisan csak 1967-ban jelenhetett meg Párizsban. Négy év múlva a Roman von Mayflower Books könyvkiadónál megjelent az angol nyelvű fordítás. A német nyelvű változatot (Henri Holz-Fay és Élaine Bacher fordításában) 2012-ben adta ki a Rowohlt könyvkiadó.
Az eredeti regény főszereplője Emmanuelle, fiatal párizsi lány, egy francia diplomata felesége, akit férjének bangkoki állomáshelyén elbűvöl a helybéli unatkozó európai diplomata kolónia szabadossága és szex-éhsége. Hatása alá kerül annak a szellemiségnek, mely szerint a női nemiség kiteljesülését a szexualitás korlátlan gyakorlásában valósul meg, levetkőzve mindenféle gátlást, megszabadulva a konvenciók és erkölcsi tabuk „rabságából”. Az 1974-es első Emmanuelle-film szorosabban követte a regény cselekményét, sok explicit szexualitás nyílt bemutatásával (emiatt sokáig csak megvágott változatai kerülhettek a mozikba), a 2024-es film – bár megtartja a szabados szexualitás üzenetét – csak nagyon vázlatosan követi a regény történéseit, a megritkított szexjeleneteket egy új, intrikus háttértörténet fonalára fűzi fel.

## Forgatási helyszínek
- Párizs
- Hongkong, St Regis Hotel
- Hongkong, vigalmi negyed

## Fogadtatás
A női rendező, Audrey Diwan, a San Sebastián-i Fesztiválon úgy nyilatkozott, olyan filmet akart csinálni, mely „lassan széttöri fojtogató világunk törvényeit”. A film változatos értékeléseket kapott.
A Cineuropa online filmmagazin kritikusa azt írta, a 2024-es Emmanuelle sokkal intellektuálisabb és politikusabb, mint elődei, melyek a szabados szex köré építették cselekményüket. A film stílusa kifinomult és érzékeny. A cselekményt mindvégig szuggesztív érzékiség fűti. A főszereplő mágikus titkokat sejtet, a történetszövés tiszta vonalú, a rendezés következetes. A luxus külsőségek és a belső sivárság sejtetni engedi, hogy mindnyájan a saját magunk börtönőrei vagyunk. A filmzene jól visszaadja a kísérteties ellentétet és a láthatatlan intrikákat. A film nagy erőssége a képi világ, ahol egy-egy pillantás, gesztus nagy erejű érzelmet, csábítást, vágyakozást villant fel és közvetít.
A svájci OutNow online filmes honlap szerint az Emmanuelle dialógusai igen gyengék és banálisak. Egyoldalú nézőpontja még feminista szemszögből sem tekinthető a női szexualitást felszabadító iránymutatásnak, a férfiközpontú nemiségből való kiszabadulás ígéretének. Bár maga Noémie Merlant többször is meztelenül mutatkozik, a szexjelenetek kínos mesterkéltsége igazi érzékiséget nem tud közvetíteni, és ezt a fényűző környezet és a szép emberi testek bemutatása sem ellensúlyozhatja.

## Díjak, elismerések
- 72. San Sebastián-i Nemzetközi Filmfesztivál, 2024: Hivatalos jelölés a versenyprogramba.[13]

## További információ
- Emmanuelle a PORT.hu-n (magyarul)
- Emmanuelle az Internet Movie Database-ben (angolul)
- Emmanuelle a Rotten Tomatoeson (angolul)
- Emmanuelle a Box Office Mojón (angolul)
- Emmanuelle (film, 2024) (francia nyelven). AlloCiné.fr
- Emmanuelle (2024) (német nyelven). Filmdienst.de
- Emmanuelle (2024) (magyar nyelven). TMDB (The MovieWeb Adatbázis)
- Emmanuelle (2024) (magyar nyelven). MAFAB.hu